# 片峯誠
片峯 誠（かたみね まこと、1956年〈昭和31年〉3月30日 - 2023年〈令和5年〉9月25日）は、日本の政治家、教育者。福岡県飯塚市長を2期務めた。

## 来歴
飯塚市出身。第一薬科大学薬剤学科卒業。
1982年（昭和57年）4月に飯塚市立飯塚第一中学校の教諭となり、1991年（平成3年）4月に飯塚市立鎮西中学校の教諭となる。2004年（平成16年）4月、穂波町立穂波西中学校（現・飯塚市立穂波西中学校）の校長に就任。2010年（平成22年）5月、飯塚市教育委員会教育長に就任。
2017年（平成29年）1月11日、平日の開庁時に賭けマージャンをしていたことが発覚した飯塚市の齊藤守史市長と田中秀哲副市長は記者会見を開き、1月31日付で辞職すると発表した。これを受けて同年1月20日、辞職に伴う市長選挙への立候補を表明した。このとき、片峯は齊藤市長や田中副市長と共に賭けマージャンをしたことがあると記者会見で明らかにした上で「今後は一切しない」と強調した。
同年2月26日に行われた市長選挙に自民党・民進党・公明党の推薦を受けて立候補し、小幡俊之元市議ら2候補を破り初当選した。投票率は43.14％。当選を決めた片峯は市内の事務所で、「飯塚市を未来に向けて前進させたい。マージャンは一生しないと決めています」と述べた。
2021年1月31日、無投票で再選された。
2023年2月、肺がんと診断され、抗がん剤治療を受けて同年3月に職務復帰した。しかし、同年7月下旬から体調不良を訴え、診断で小脳にがんが転移している事が判明し入院。同年8月4日に意識混濁の症状がみられたため、緊急手術が行われ、小脳の腫瘍切除が行われた。その後、意識が回復していない状態が続いていたため、地方自治法の規定により同月16日付で久世賢治副市長が当面の間、職務代理者を務める事となったが、意識を回復することなく、同年9月25日11時5分、進展型小細胞肺がんのため、入院先の飯塚市内の病院で死去した。67歳没。死没日付をもって従五位に叙され、旭日双光章を追贈された。
引き続き職務代理者は久世副市長が務めた。後任の市長選挙は同年11月5日告示、同月12日投開票の日程で執行された。